# Csiklandozás
A csiklandozás az érintés egy fajtája, a test enyhe érintése során kialakuló jellemző reflexszerű reakció, mely akaratlan nevetéssel, kiáltással és rángatózással jár. Magára a csiklandozásra az embereknek, ám az állatoknak is hasonló a reakciója (rángatózás, hangosság). Kétfajta csiklandozás létezik: a knizmézis, a "lágy csiklandozás", valamint a gnargalesis, a "durva csiklandozás". Míg az egyiket tollal vagy simogatással elért enyhe stimulált reakció, a másik a közismert nevetést kiváltó csiklandozás, ami egy erősebb, olykor fájdalommal, negatív érzéssel társuló csiklandozás, amit bizonyos testrészek pontos nyomásos ingerlése határoz meg (ilyen a talp, a bordák, a nyak stb.)

## Társadalmi szempont
A csiklandozás legtöbbször a szociális interakció egy formája. Az különleges az, hogy az emberek saját magukat képtelenek úgy csiklandozni, hogy nevetés is járuljon hozzá. Már Arisztotelész is megállapította, hogy ha valaki saját magán végez csiklandozó mozdulatokat, az nem érzékeli külső, veszélyes ingernek/támadásnak, ugyanis saját magától jön az inger, a test ennek tudatában van és ignorálja (később Christine R. Harris számos kutatást végzett ennek miértjéről 1999-ben. Az eredmények alapján egy gép vagy egy "csiklandozó robotkéz" viszont nem képes nevetést előidézni a kísérleti személyek csiklandozásával, ugyanis az nem rendelkezik az emberi érintés finomságával és precízségével). Charles Darwin kötötte össze a csiklandozás hatását a szociális kapcsolatokkal; ugyanis a szociális kapcsolatok értelmezése során alakul ki a reakció, pontosabban a másik féltől várt élvezettől. Ha egy vadidegen egy gyermeket csiklandoz, aki nem számít az idegen cselekvésére, akkor a megszokott nevetés és ujjongás helyett szorongás és visszahúzódás a jellemző. Darwin viszont azt is megállapította, hogy a csiklandozás csak akkor tud hatásos lenni, ha a stimuláció pontos helye nem ismert a csiklandozott személy számára, így saját magunkat csiklandozni nem lehetséges. Ez máig vitatott, ugyanis vannak, akik képesek rá, ám számuk elenyésző. Ezen kívül, ha az érintett személy tudatában van a csiklandozás pontos helyének, akkor is működik. 
Maga a csiklandozás a nevetés, mint hozzá kapcsolódó reakció és játékszerű mivolta alapján pozitív élménynek tekinthető, ám számos olyan eset volt a középkortól kezdve a kolonizát Amerikáig, ahol kínzási technikának alkalmazták, ugyanis a hosszú ideig fennmaradó csiklandozási inger tüdő- és izomfájdalommal jár. A lábat fakalodába zárták és rendszerint madártollal ingerelték a kínzott csupasz talpát.
A csiklandozás ezenkívül még erotikus játékként is tud funkcionálni.

## Tudományos szempont
Sok tudományos teória létezik a csiklandozás létezéséről, működéséről. James Leuba, pszichológus, a csiklandozást egy védelmi reflexként ír le. Más tézisek egyfajta „megkönnyebbülési funkciónak” tartják, amit egy ijesztő inger után az agy hoz létre, hogy az érintésből nem érkezett igazi veszély. Sarah-Jayne Blakemore kísérletei alapján Darwin elméletét erősítette; a kísérletekben az agyi aktivitást mérték öncsiklandozás és mástól jövő csiklandozás során. MRI segítségével megállapították, hogy a kisagy aktivitása nagyobb „öncsiklandozásnál” mint külső embertől jövő csiklandozásnál.
Blakemore ezenkívül felhasznált egy újfajta robotkezet, ami ugyanolyan effektíven csiklandozott, mint egy emberi kéz. Amikor a kezet viszont a kísérleti személyek irányították egy joystick-al, nem tudták magukat csiklandozni a robot segítségével. Ezt magyarázhatja a folyamat, miszerint a kisagy a pontos információkat az ingerelt helyről a szomatozenszoros kéregbe szállítja, ami miatt az agy már számít az csiklandós érzés bekövetkeztére. Ezek szerint egy kortikális mechanizmusról beszélünk, ha a csiklandós inger elnyomásáról és redukálásáról beszélünk.